# كلير بلوم
باتريشيا كلير بلوم (بالإنجليزية: Patricia Claire Blume) ولدت في 15 فبراير 1931، هي ممثلة إنجليزية في السينما والمسرح.

## من أفلامها
- أضواء المسرح
- طاولات منفصلة
- تشارلي
- أفروديت القوية
- دايلايت
- خطاب الملك

## وصلات خارجية
- كلير بلوم على موقع IMDb (الإنجليزية)
- كلير بلوم على موقع الموسوعة البريطانية (الإنجليزية)
- كلير بلوم على موقع روتن توميتوز (الإنجليزية)
- كلير بلوم على موقع ألو سيني (الفرنسية)
- كلير بلوم على موقع ميوزك برينز (الإنجليزية)
- كلير بلوم على موقع تيرنر كلاسيك موفيز (الإنجليزية)
- كلير بلوم على موقع أول موفي (الإنجليزية)
- كلير بلوم على موقع قاعدة بيانات برودواي على الإنترنت (الإنجليزية)
- كلير بلوم على موقع قاعدة بيانات الأفلام السويدية (السويدية)
- كلير بلوم على موقع إن إن دي بي (الإنجليزية)
- Claire Bloom discusses her career على يوتيوب while receiving a Lifetime Acting Award at the Fort Lauderdale International Film Festival, 2010, video 9 min.
- Selected performances in University of Bristol Theatre Archive